# Mozart, l'opéra rock
Mozart L'Opera Rock ("Mozart opera rock") – francuski musical w reżyserii Oliviera Dahana, producentami byli Dove Attia i Albert Cohen. W spektaklu wykorzystuje się zarówno kompozycje pop-rocku, jak i muzykę skomponowaną przez Wolfganga Amadeusa Mozarta.
Musical miał premierę 22 września 2009 r. w Palais des Sports de Paris. Od 4 lutego 2010 do 3 lipca 2010 roku, wyjechał na tournée po Francji, Belgii i Szwajcarii. Powrócił do Paryża,  9 listopada 2010.
Utwory
1. L'Assasymphonie - 3:49
2. Tatoue-moi - 3:21
3. Six Pieds Sous Terre - 2:49
4. Je Dors Sur Des Roses - 3:59
5. Le Bien Qui Fait Mal - 2:53
6. Vivre à en crever - 3:57
7. Les Solos Sous Les Draps - 3:42
8. Comédie Tragédie - 1:49
9. Place Je Passe - 2:48
10. Bim Bam Boum - 2:50
11. Victime De Ma Victoire - 2:41
12. L'Opérap - 2:26
13. Si je défaille - 3:12
14. J'accuse Mon Père - 3:08
15. Ah! Vous Dirais-je Maman - 1:57
16. Le Trublion - 3:20
17. Dors mon ange - 2:31
18. Penser l'impossible - 3:31
19. Quand le rideau tombe - 3:50
20. La chanson de l'aubergiste - 1:57
21. Debout les fous - 4:46

Obsada:
- Mikelangelo Loconte: Wolfgang Amadeus Mozart
- Florent Mothe: Antonio Salieri
- Merwan Rim: Klaun i Oberżysta
- Melissa Mars: Aloysia Weber
- Maeva Meline: Nannerl
- Solal: Leopold Mozart
- Reżyseria: Olivier Dahan
- Choreografia: Dan Stewart
- Muzyka: Dove Attia, Jean- Pierre Pilot, Olivier Schultheis, William Rousseau, Nicolas Luciani, Rodrigue Janois, François Castello
- Producenci: Dove Attia i Albert Cohen
- Kierownictwo muzyczne: Jean-Pierre Pilot, Olivier Schultheis, François Castello
- Skrypt: Dova Attia i Albert Cohen
- Oświetlenie: Jacques Rouveyrollis
- Kostiumy: Gigi Lepage
- Charakteryzacja: Jocelyne Lemery
- Peruki: Any D`Avray